# Крещатик (Черновицкая область)
Крещатик (укр. Хрещатик) — село в Кадубовецкой сельской общине Черновицкого района Черновицкой области Украины.
Население составляет 905 человек (на 2001 год).

## История
Село предположительно основано в 1735 году купцом Тодором Придой, который в построил в селе храм и привёз 14 семей из Венгрии.
По состоянию на 1973 года село входило в состав Репужинского сельского совета (центр — село Репужинцы) Черновицкой области.
В ходе процесса объединения (укрупнения) районов Украины в рамках административно-территориальной реформы 2020 года Крещатик, как и весь Заставновский район стал частью Черновицкого района.
В июне 2021 года село пострадало от наводнения.

## Туризм
Крещатик является популярным курортом в Черновицкой области благодаря наличию минеральных источников воды и Иоанно-Богословского Крещатицкого монастыря. В 2010 году Крещатик посетило более 15 тысяч человек. В селе находится одноимённый гидрологический памятник природы местного значения.

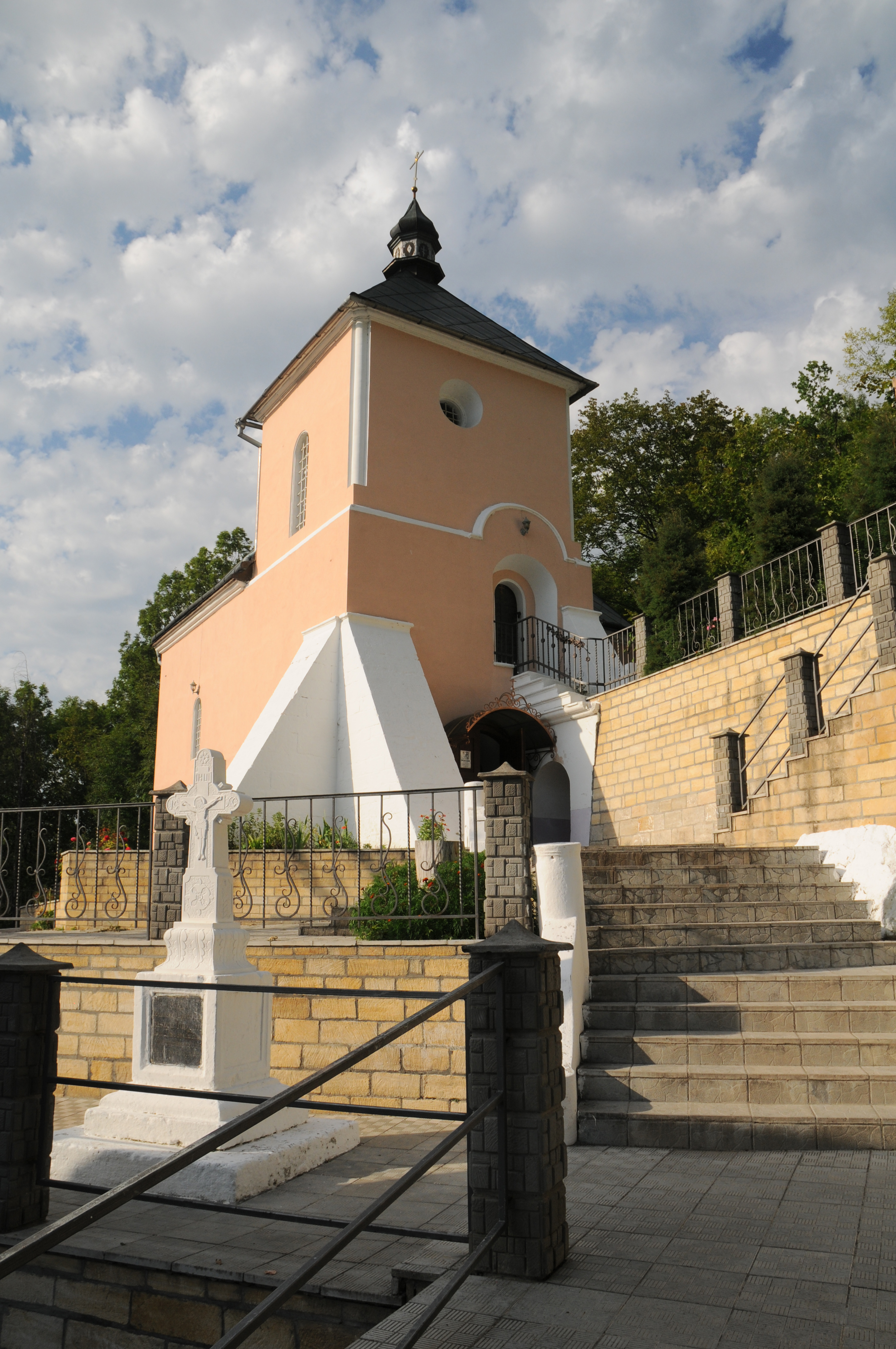
Колокольня Ивановской церкви с часовней
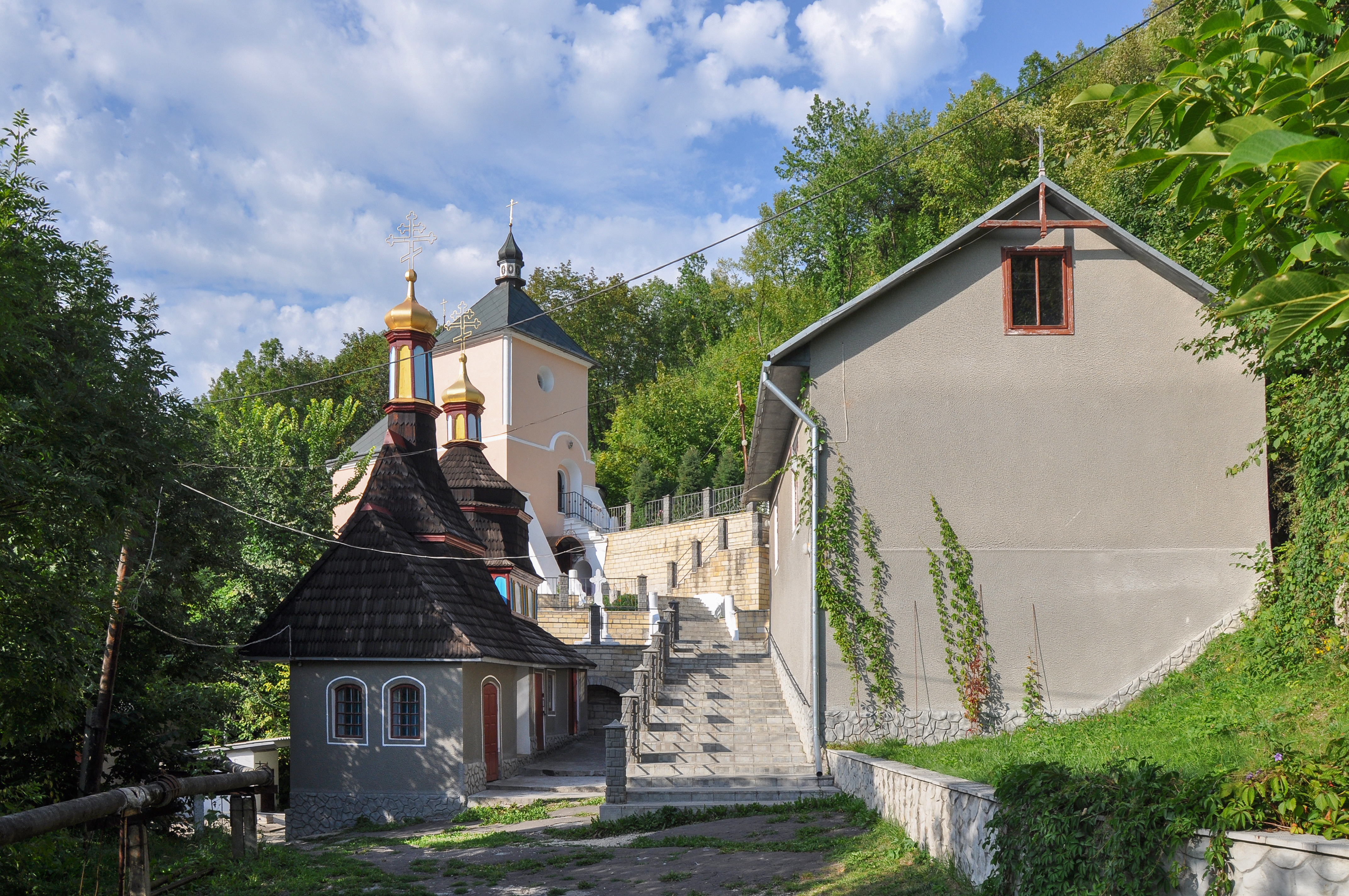
Свято-Иоанно-Богословский монастырь
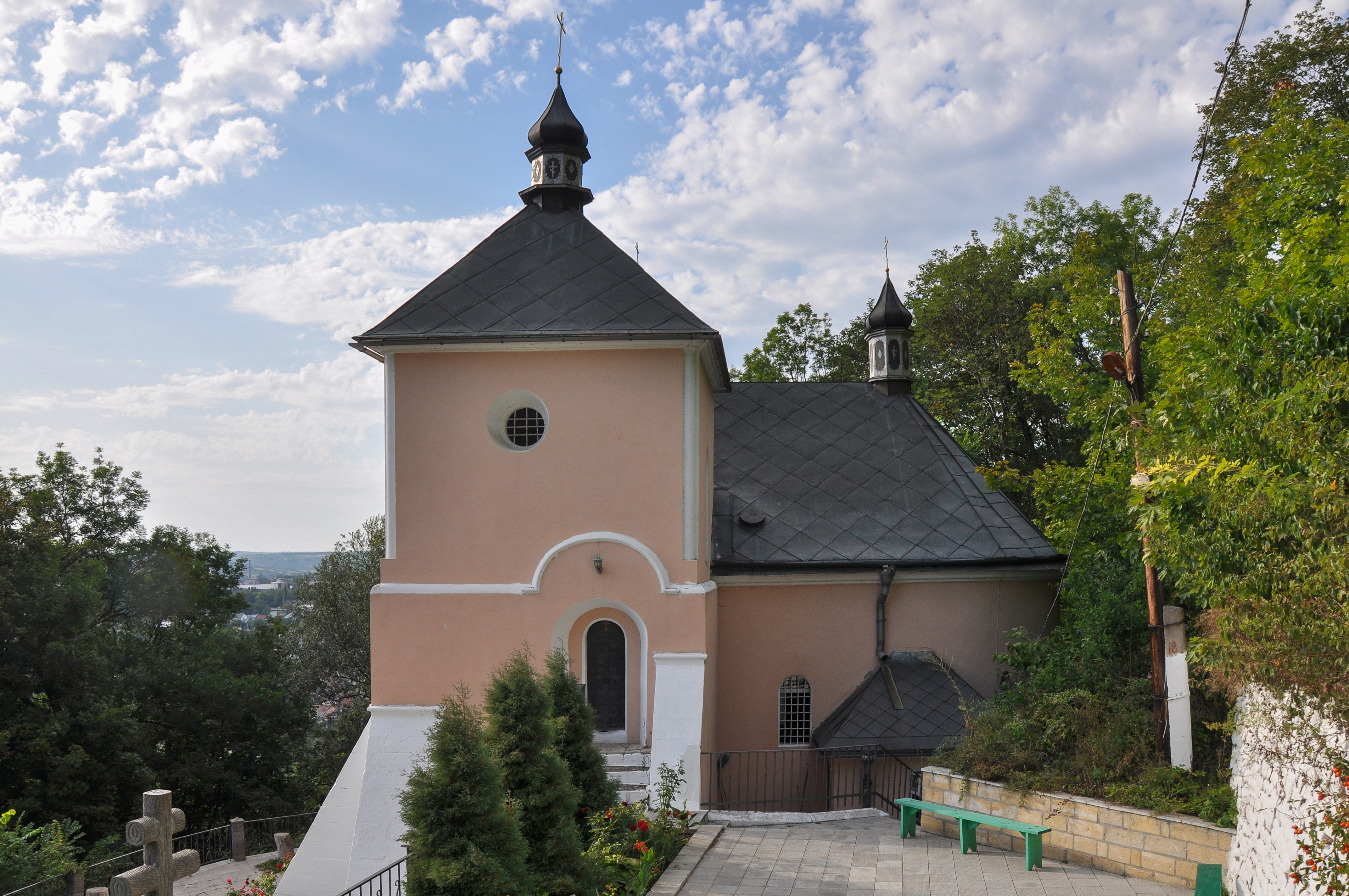
Иоанно-Богословская церковь монастыря

## Инфраструктура
Село газифицировано (с 2005 года), имеется центральный водопровод. Работает средняя школа, детский сад, фельдшерско-акушерский пункт. На территории села находится спортивный стадион.

## Население
- 1930 год — 938 человек (817 — украинцы, 72 — евреи, 38 — поляки, 11 — румыны)[7]
- 1989 год — 874 человек (388 мужчин и 486 женщин)[8].
- 2001 год — 905 человек[9].